# Méridienne de la place de la Bourse
La méridienne de la place de la Bourse, est une méridienne située au deuxième étage de la façade de l'immeuble situé au 8 place de la Bourse à Nantes. Il fait partie d’immeubles sur pilotis au niveau de « Port-au-vin » devenu la place du Commerce. 

## Description

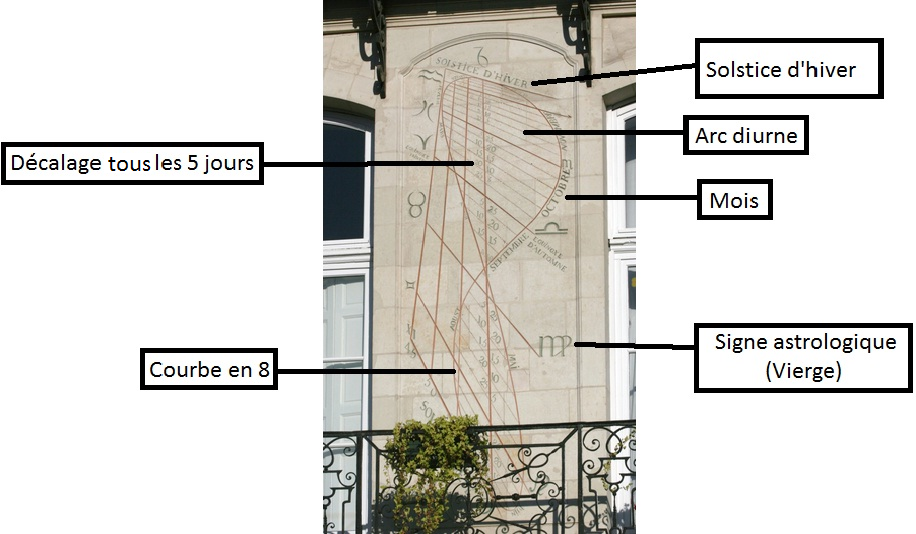
Photographie légendée de la méridienne

Cette méridienne a probablement été créée au XVIIIe siècle,. Le premier propriétaire de l’immeuble n’est pas connu. Elle a été restaurée d'août 1990 au 24 décembre 1990 par M. Guitteny, cadranier.
La base de la façade à laquelle la méridienne est intégrée est faite en granite et le reste est en tuffeau de Loire. Elle comporte également un balcon en fer forgé et des mascarons. Les quatre étages sont surmontés d’un fronton triangulaire et d’un toit en ardoise.
La méridienne est peinte sur pierre (tuffeau de Loire) et est composée d'une courbe en 8 (courbe de Fouchy), qui représente la course apparente du Soleil en position méridienne, d'arcs diurnes, ainsi que de lignes chiffrées représentant des mesures prises tous les 5 jours. Les mois y sont inscrits, août étant orthographié aoust, ainsi que les signes du Zodiaque et les solstices d'hiver et d'été.
Son style (aiguille dont l'ombre indique l'heure sur un cadran solaire) ayant disparu, cette méridienne n'est plus fonctionnelle.

## Analyse

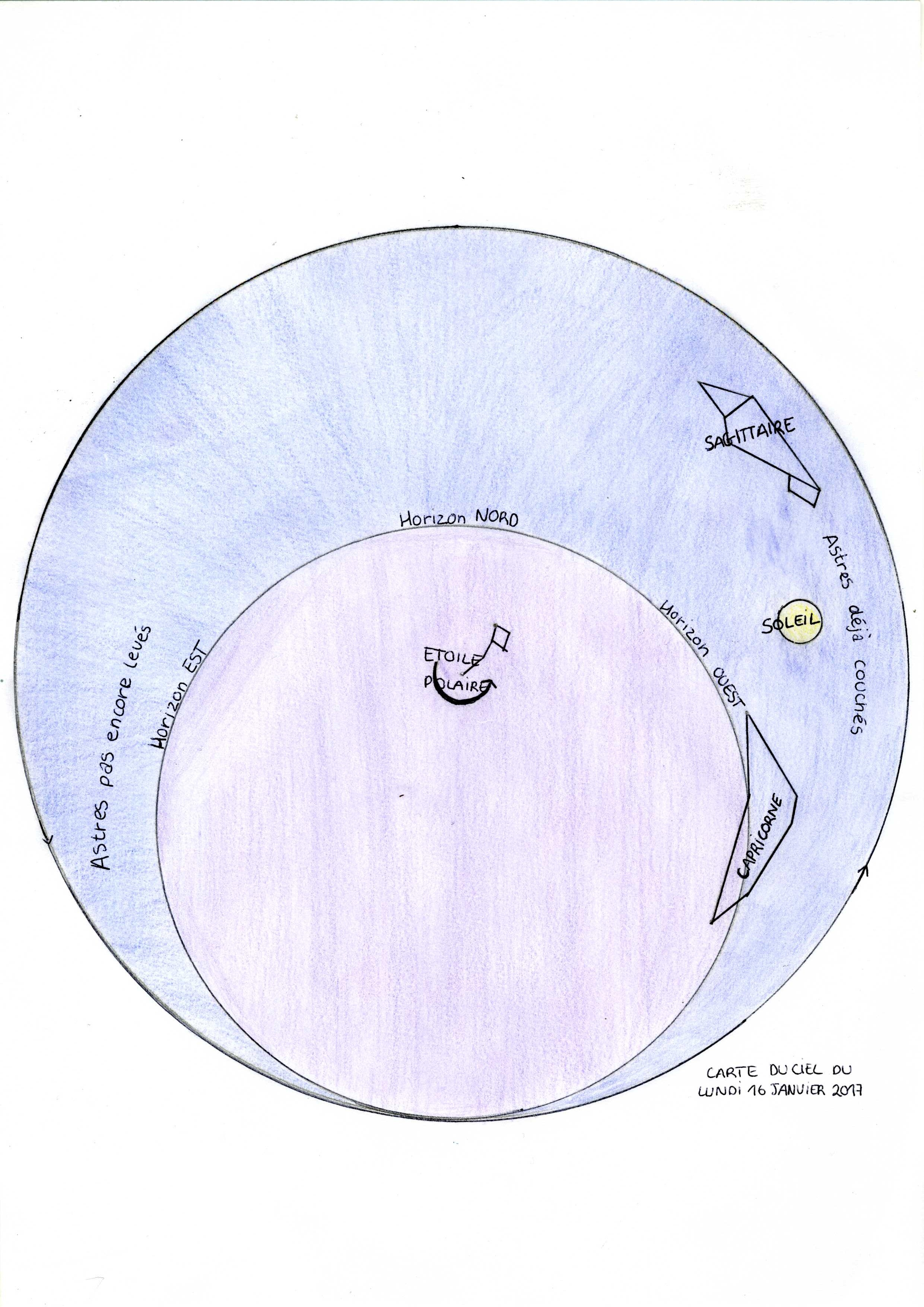
Schéma de la carte du ciel daté du 16 janvier 2017.

Tous les signes astrologiques sont représentés sur la méridienne de la place de la Bourse. Ils sont associés aux périodes de l'année correspondantes. Cependant, un décalage est présent en raison de la précession des équinoxes. En effet, l'axe de rotation de la Terre change (environ tous les 26 000 ans), ce qui engendre un décalage d'environ 1 mois par rapport aux constellations (cf. schéma de la carte du ciel).